# Font dels Pets
La Font dels Pets és una surgència del terme municipal de Monistrol de Calders, al Moianès.
Està situada a 464 metres d'altitud, a la capçalera del torrent de la Font dels Pets, al sud-est de Mussarra i a ponent del Cau de la Guilla.